# 武康路 (上海)

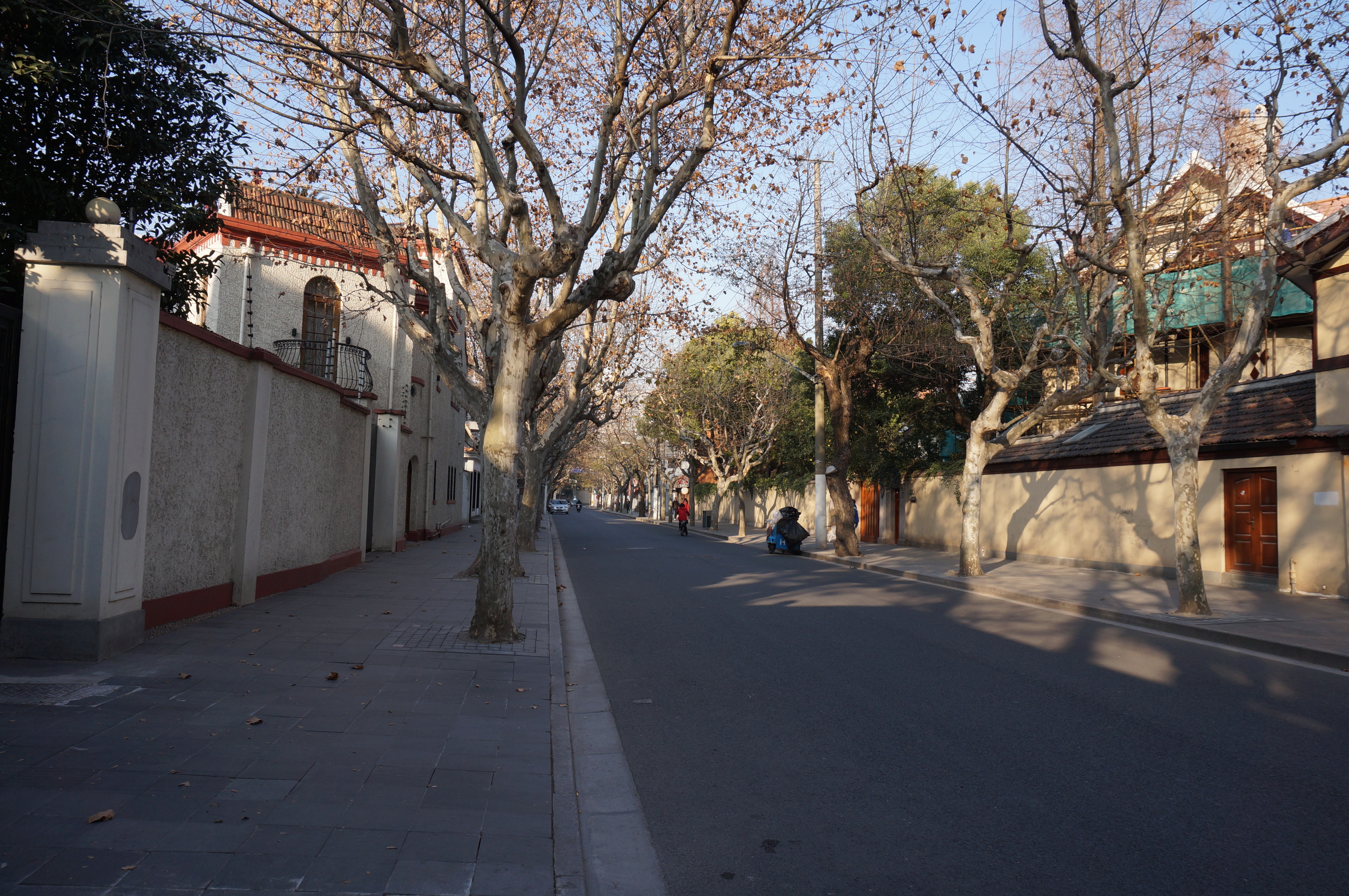
湖南路以北段武康路街景

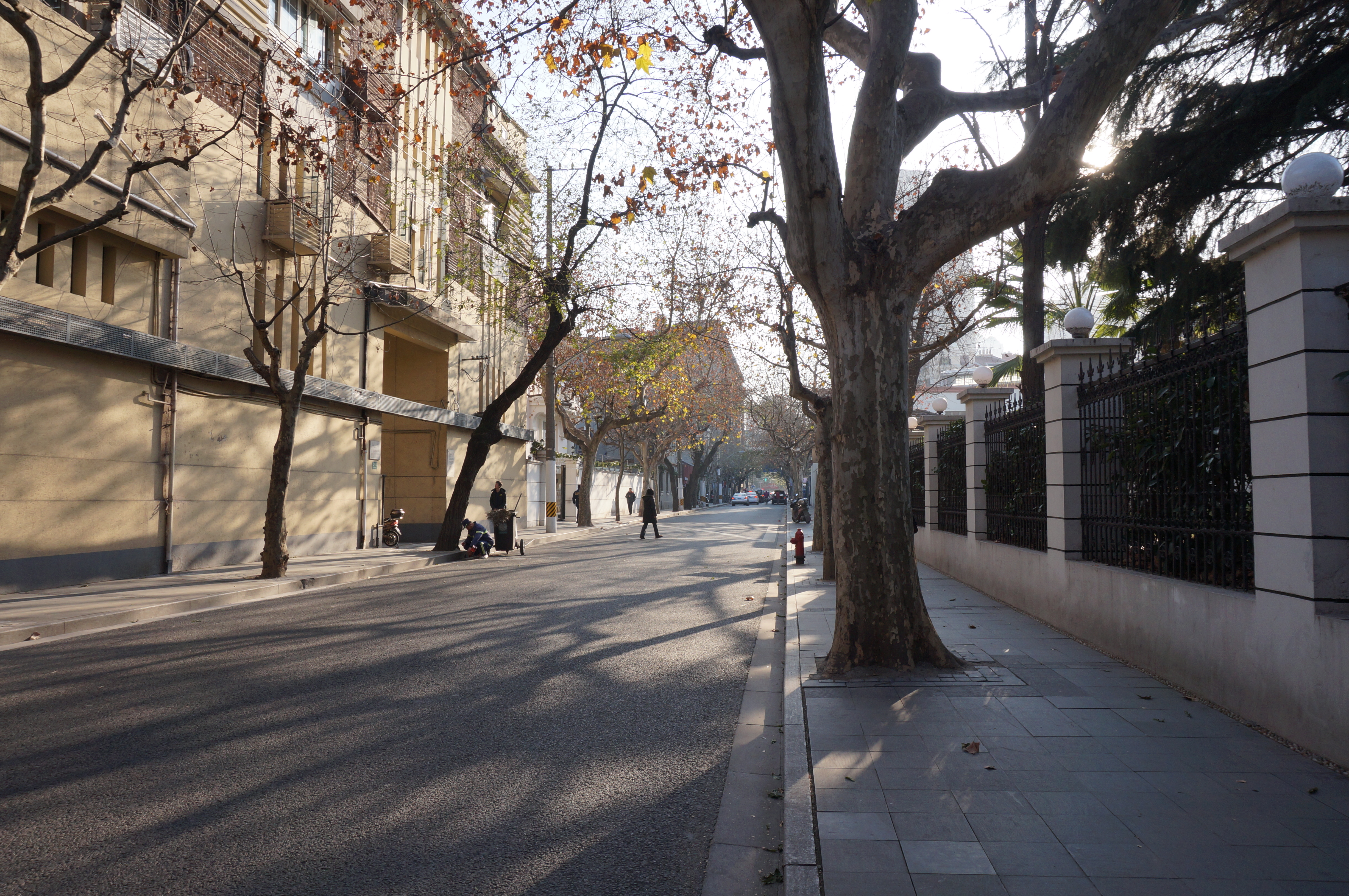
邻近淮海中路段武康路街景

武康路是中国上海市徐汇区的一条街道，大致为南北走向，北起华山路，南至淮海中路接天平路、余庆路。马路长1183米，宽12米到16米。武康路两旁以民国时期建造的花园洋房与历史公寓为主，是上海64条永不拓宽的马路之一，2011年6月，武康路被评为中国历史文化名街。
武康路原名福开森路（Route Ferguson），1907年，上海法租界公董局将原南洋公学监院美国美以美会传教士福开森开辟的一条土路拓宽並铺上煤渣屑，並正式命名为“福开森路”。1914年，上海法租界向西拓展後，将福开森路分为三段，东段改為巨泼来斯路，南段改为姚主教路，中段依舊為福开森路。1943年汪精卫政府接收租界时，將巨泼来斯路、姚主教路和福开森路分别改名为安福路、天平路和武康路。武康路路名得名于浙江省武康县（今已并入德清县）。
武康路与数条道路（大多为东西向）交汇，包括华山路、安福路、五原路、复兴西路、湖南路、泰安路和淮海中路。
2013年12月，徐汇区在武康路试点“落叶景观路”，即人为地不去清扫马路边法国梧桐树的落叶。“武康路—安福路”街区，2021年9月获评上海市级旅游休闲街区。

## 历史建筑
- 淮海中路1836—1858号（武康路淮海中路口）--武康大楼（原诺曼底公寓[4]），曾是演员秦怡、赵丹、孙道临、王文娟等的居所[5]。
- 武康路2号--缫丝业老板莫觞清旧居
- 武康路4号花园住宅，徐汇区文物保护点
- 武康路12号住宅，徐汇区文物保护点
- 武康路40弄
  - 武康路40弄1号--中华民国首任总理唐绍仪旧居，徐汇区登记不可移动文物
  - 武康路40弄3号住宅，徐汇区文物保护点
  - 武康路40弄4号--医学教育家颜福庆旧居，徐汇区文物保护单位
- 武康路63号花园住宅--《华美晚报》创办人、总经理朱作同旧居，徐汇区文物保护点
- 武康路67号--陈立夫旧居，徐汇区登记不可移动文物
- 武康路75号花园住宅，徐汇区文物保护点
- 武康路97号花园住宅，徐汇区文物保护点
- 武康路98号住宅，徐汇区文物保护点
- 武康路99号--正广和大班住宅及刘靖基旧居住宅，建于1928年，徐汇区登记不可移动文物
- 武康路100弄1、2号--美商德士古石油公司高级职员公寓及王元化旧居，建于1918年，徐汇区文物保护点
- 武康路100弄3、4号，徐汇区文物保护点
- 武康路103号花园住宅，徐汇区文物保护点
- 武康路105号花园住宅，徐汇区文物保护点
- 武康路107弄
  - 2号--陈果夫旧居，建于1946年
  - 3号--顾祝同旧居
- 武康路113号--巴金旧居 ，原俄僑通商事務所，建于1923年，上海市文物保护单位
- 武康路115号--孙道临旧居密丹公寓，建于1931年，徐汇区登记不可移动文物
- 武康路117弄 
  - 1号--周作民、陈丕显、魏文伯旧居，建于1943年，徐汇区登记不可移动文物
  - 2号--李及兰、曹荻秋旧居，建于20世纪30年代，徐汇区登记不可移动文物
- 武康路135号、137号--美杜公寓，建于1940年，徐汇区文物保护点
- 武康路212号--上海实业家嚴裕棠旧居
- 武康路216弄2号花园住宅，徐汇区文物保护点
- 武康路232号--国富门公寓，建于1936年，徐汇区登记不可移动文物
- 武康路240-246号--开普敦公寓，徐汇区登记不可移动文物
- 武康路270、272号住宅，徐汇区文物保护点
- 武康路274号--抗日名将郑洞国旧居，徐汇区登记不可移动文物
- 武康路280弄--高锟母校世界小学，建于1936年
- 武康路280弄11号花园住宅，徐汇区文物保护点
- 武康路280弄15号花园住宅，徐汇区文物保护点
- 武康路280弄16号花园住宅，徐汇区文物保护点
- 武康路280弄43号花园住宅，徐汇区文物保护点
- 武康路280弄45号花园住宅，徐汇区文物保护点
- 武康路280弄64号花园住宅，徐汇区文物保护点
- 武康路280弄66号花园住宅，徐汇区文物保护点
- 武康路280弄67号花园住宅，徐汇区文物保护点
- 武康路280弄7号花园住宅，徐汇区文物保护点
- 武康路280弄8号花园住宅，徐汇区文物保护点
- 武康路280弄9号花园住宅，徐汇区文物保护点
- 武康路374号--武康亭
- 武康路376号--演员张翼旧居
- 武康路390号--意大利总领事官邸（今上汽集团）建于1932年，徐汇区登记不可移动文物
- 武康路391弄1号住宅--周璇旧居，建于1916年，徐汇区文物保护点
- 武康路392号--马步芳旧居
- 武康路392号甲住宅，徐汇区登记不可移动文物
- 武康路393号--黄兴旧居（今武康路旅游资讯中心），建筑最早部分建于1912年，上海市文物保护单位
- 武康路394、396、398号住宅，徐汇区文物保护点
- 武康路395号--北平研究所旧址，建于1926年，徐汇区登记不可移动文物
- 武康路400弄1-5号住宅，徐汇区文物保护点

## 图片集

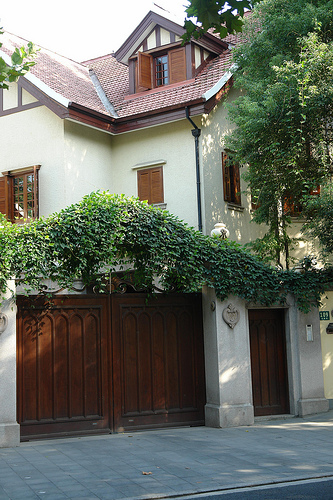
武康路109号
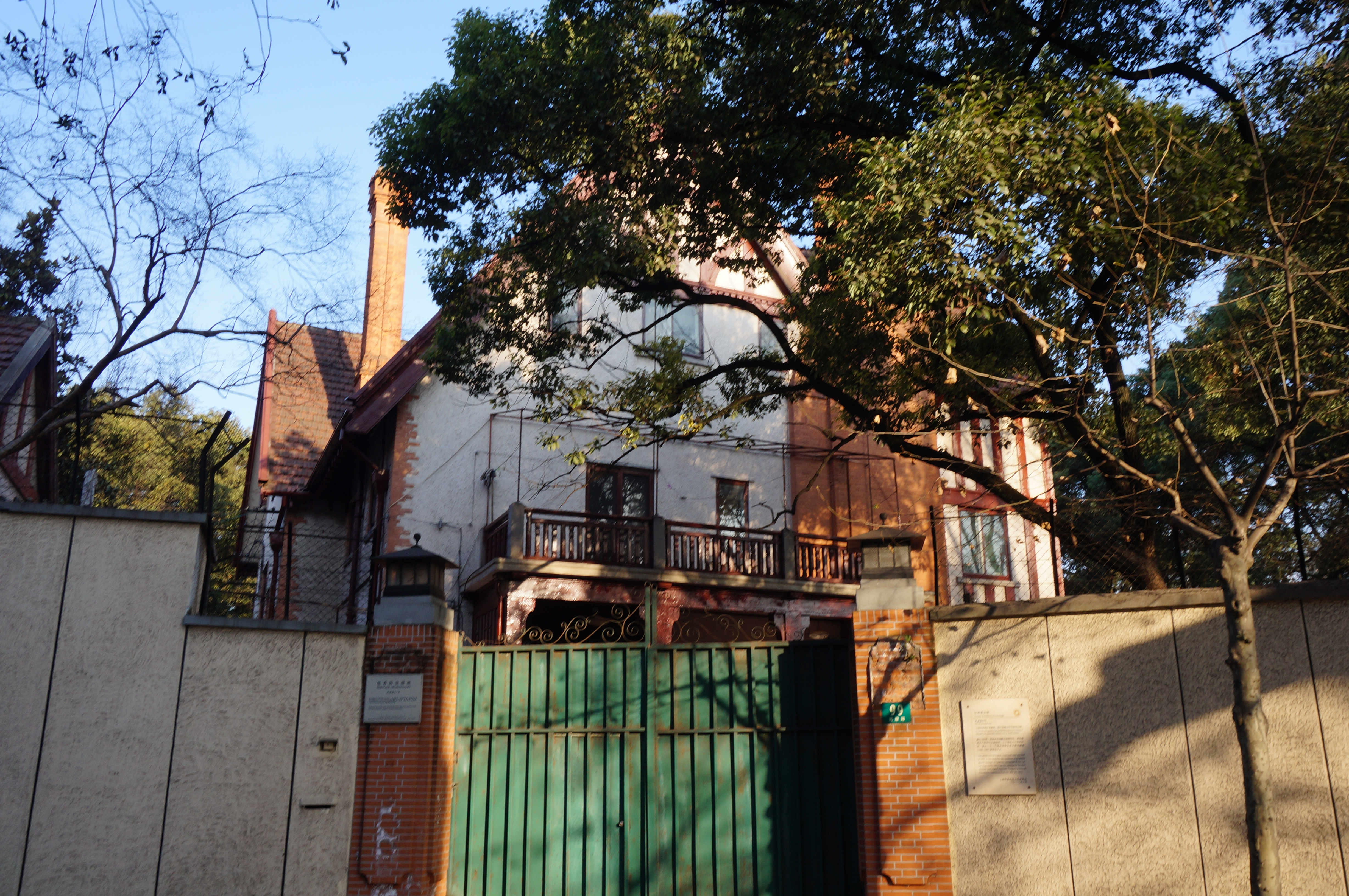
正广和大班住宅
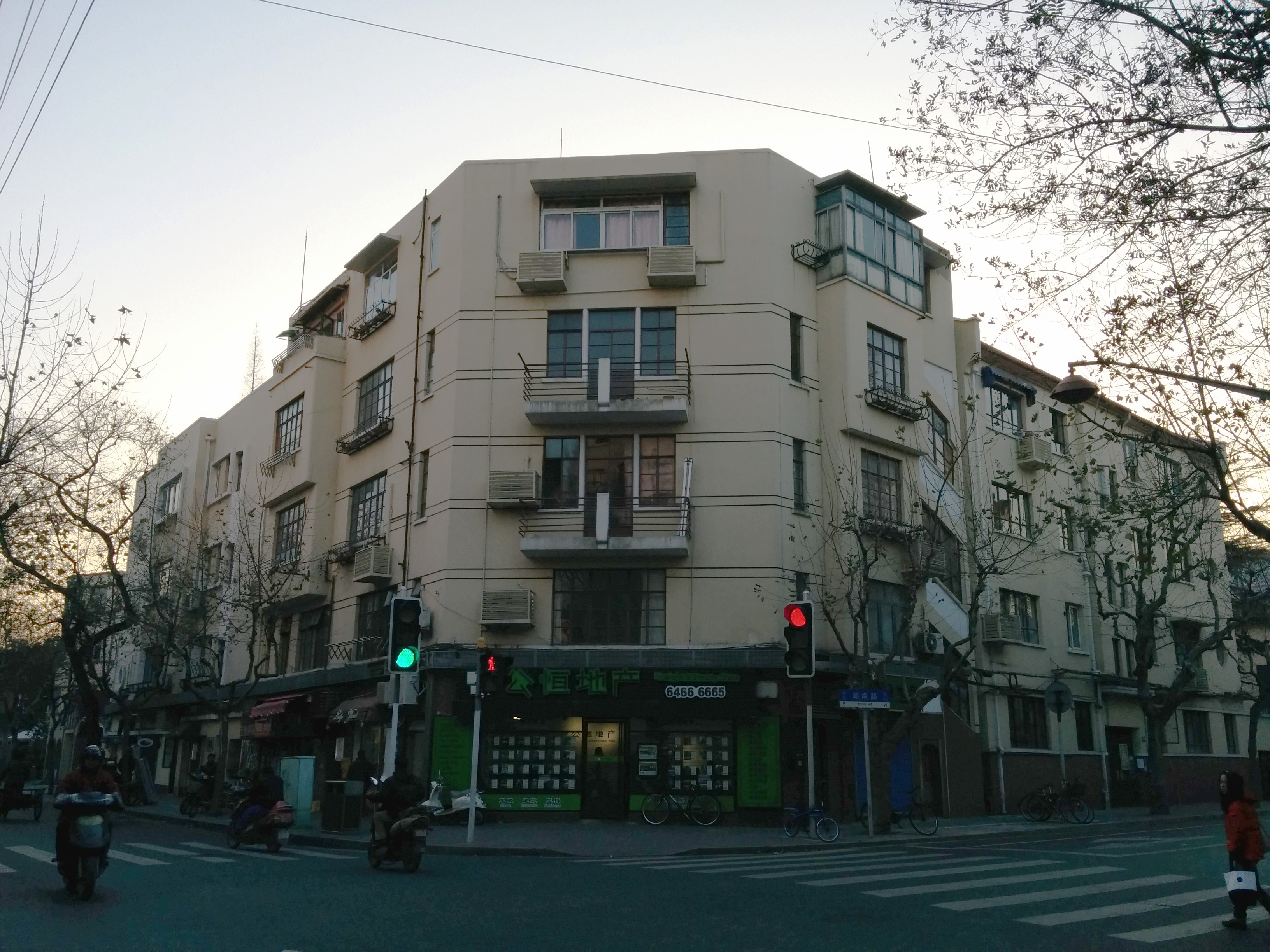
开普敦公寓
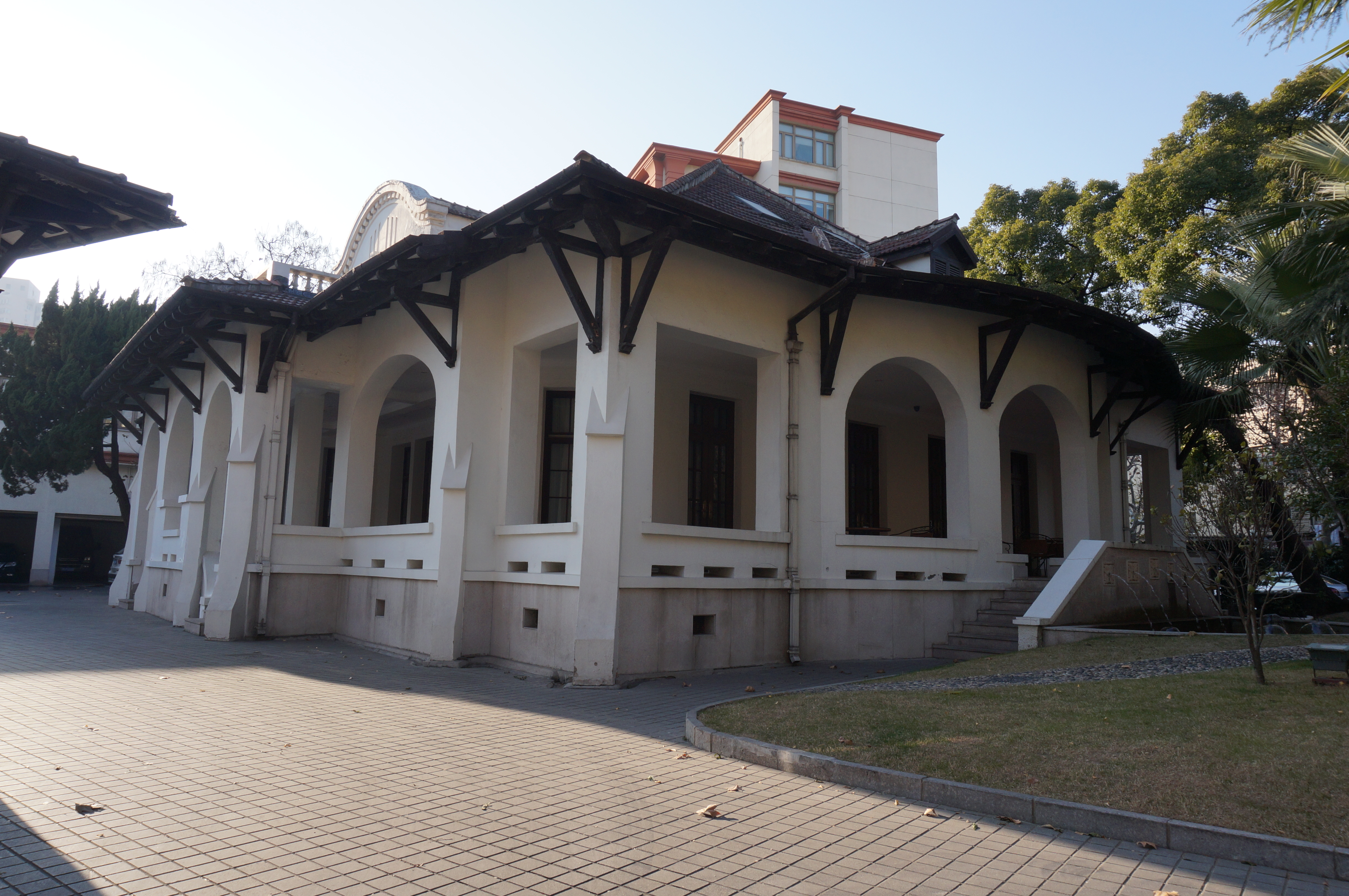
意大利总领事官邸
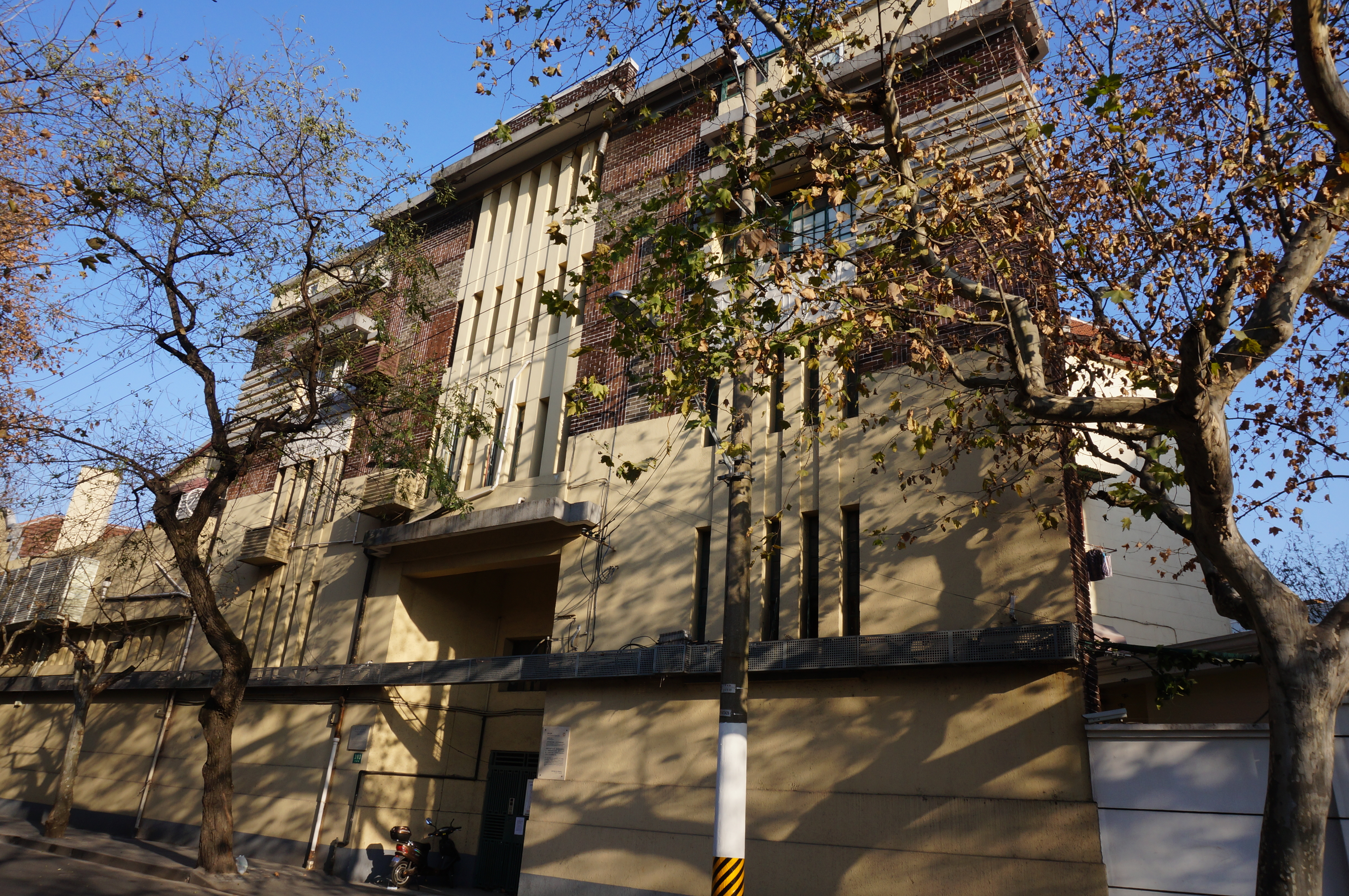
黄兴旧居
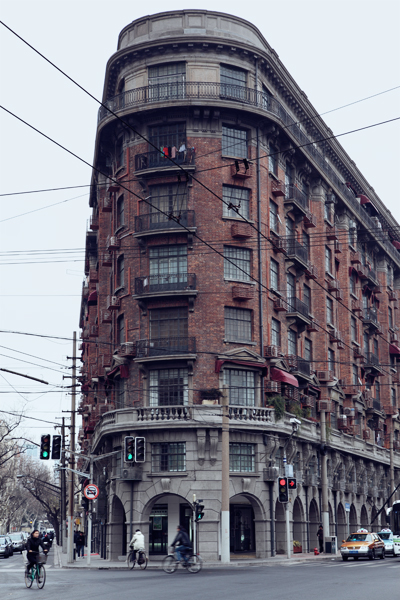
诺曼底公寓